# Veľká Paka
Veľká Paka (Hongaars: Nagypaka, Duits: Großkapeln) is een Slowaakse gemeente in de regio Trnava, en maakt deel uit van het district Dunajská Streda.
Veľká Paka telt 859 inwoners.